# Myotis oxyotus
Myotis oxyotus är en fladdermusart som först beskrevs av Peters 1867.  Myotis oxyotus ingår i släktet Myotis och familjen läderlappar. IUCN kategoriserar arten globalt som livskraftig. Inga underarter finns listade i Catalogue of Life. Wilson & Reeder (2005) skiljer mellan två underarter.
Arten blir 41 till 52 mm lång (huvud och bål), har en 37 till 42 mm lång svans och väger 4 till 6 g. Underarmarna är 38 till 43 mm långa, bakfötterna är 7 till 10 mm långa och öronen är 11 till 15 mm stora. På ovansidan förekommer mörkbrun päls som kan ha en orange skugga och undersidans hår är gulbruna med ett svartbrunt avsnitt nära roten. Huvudets kännetecknas av nästan nakna områden kring ögonen och nosen med mörkbrun hud samt av smala och spetsiga öron. Myotis oxyotus har en svartbrun flygmembran och vid svansflyghudens kant finns hår.
Denna fladdermus förekommer i Anderna och i andra bergstrakter i norra Sydamerika från Venezuela till Bolivia. Den vistas i regioner som ligger 1800 till 3900 meter över havet. Arten hittas oftast i städsegröna skogar och nära skogskanten. I viss mån kan den anpassa sig till landskapsförändringar. I februari och juni dokumenterades dräktiga honor.